# Divinités de Dragon Ball
 (janvier 2025).
Cet article présente la liste alphabétique des divinités de Dragon Ball.
- Haut – A
- B
- C
- D
- E
- F
- G
- H
- I
- J
- K
- L
- M
- N
- O
- P
- Q
- R
- S
- T
- U
- V
- W
- X
- Y
- Z

## A

### Anges

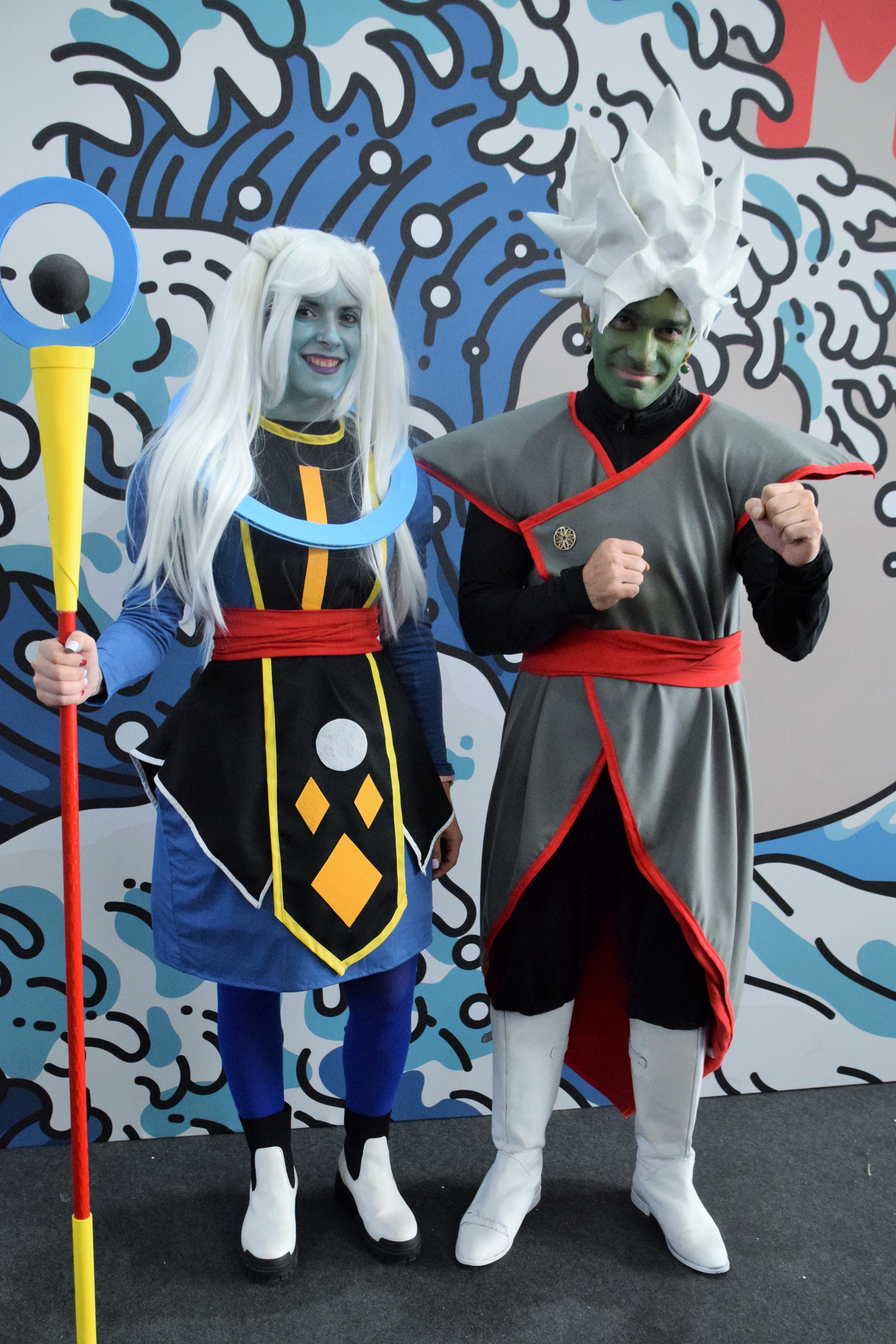
Cosplay de Marcarita (à gauche) à la 28e édition de la Manga Barcelona, en 2022.

Les Anges apparaissent pour la première fois dans le film Dragon Ball Z: Battle of Gods. Ce sont les assistants, ainsi que les mentors et maîtres en art martiaux des dieux de la destruction. Par conséquents, ils sont encore plus puissants que ces dieux, même s'ils sont dans l'obligation de rester neutres et pacifiques.
Lorsqu'un dieu de la destruction meurt, l'ange qui lui est associé cesse ses fonctions en attendant un nouveau dieu de la destruction. C'est pour cela que les anges ne sont pas éliminés par Roi Zeno lors de l'arc Survie de l'Univers dans Dragon Ball Super. Bien que leur fonction première soit d'entrainer les dieux de la destruction, rien n'empêche un ange de prendre sous son mentorat d'autres personnes pour les entrainer, tel que Whis le fait avec Son Goku et Vegeta.
Liste des anges :
- Awamo (アワモ, ??, Awamo), de l'univers 1
- Sour (サワア, Sawā?), de l'univers 2
- Campari (カンパーリ, Kanpāri?), de l'univers 3
- Cognic (コニック, Konikku?), de l'univers 4
- Cacktail (クカテル, Kukateru?), de l'univers 5
- Vados (ヴァドス, Vadosu?), de l'univers 6
- Whis (ウイス, Uisu?), de l'univers 7
- Korn (コルン, Korun?), de l'univers 8
- Mojito (モヒイト, Mohi'ito?), de l'univers 9
- Cus (クス, Kusu?), de l'univers 10
- Marcarita (マルカリータ, Marukarīta?), de l'univers 11
- Martine (マティーヌ, Matinu?), de l'univers 12

À propos des noms
Tout comme les dieux de la destruction, les anges ont tous un nom dérivé d'une boisson alcoolisée : Awamori pour Awamo ; Pisco sour pour Sour ; Campari pour Campari ; Cognac pour Cognic ; Cocktail pour Cacktail ; Calvados pour Vados, Whisky pour Whis ; Kornbrand (alcool allemand) pour Korn ; Mojito pour Mojito ; Cusqueña (alcool vielli) pour Cus ; Margarita pour Marcarita et Martini pour Martine.

### Arak
Arak (ア ラ ク, Araku) est le dieu de la destruction de l'univers 5. Son univers n'est pas concerné par le Tournoi du Pouvoir, cependant il assistera à ce dernier en tant que spectateur. Il a un aspect assez repoussant et arbore continuellement un air impassible.
Apparence
L'apparence d'Arak laisse suggérer qu'il appartient a un peuple de type reptilien.
À propos du nom
Comme tous les dieux de la destruction, son nom est dérivé d'un alcool. Arak vient de l'araq.

### Dr. Arinsu
Dr. Arinsu (ドクター・アリンス, Dokutā Arinsu) est une des antagonistes de la série animé Dragon Ball Daima. C'est une habitante du Royaume des Démons, ainsi que la sœur de Shin et Degesu.

## B

### Beerus
Beerus (ビルス, Birusu) est le dieu de la destruction du septième univers. Il apparaît en tant qu'antagoniste principal pour la première fois dans le film Dragon Ball Z: Battle of Gods puis, par la suite, devient un personnage majeur dans la série Dragon Ball Super. Il ressemble physiquement à un chat de couleur violette et avec des oreilles de lapin. D'un tempérament plutôt enfantin, il peut se mettre facilement en colère et devenir très violent s'il n'obtient pas ce qu'il désire. C'est lui qui a enfermé le doyen des dieux Kaios dans la Z-Sword.

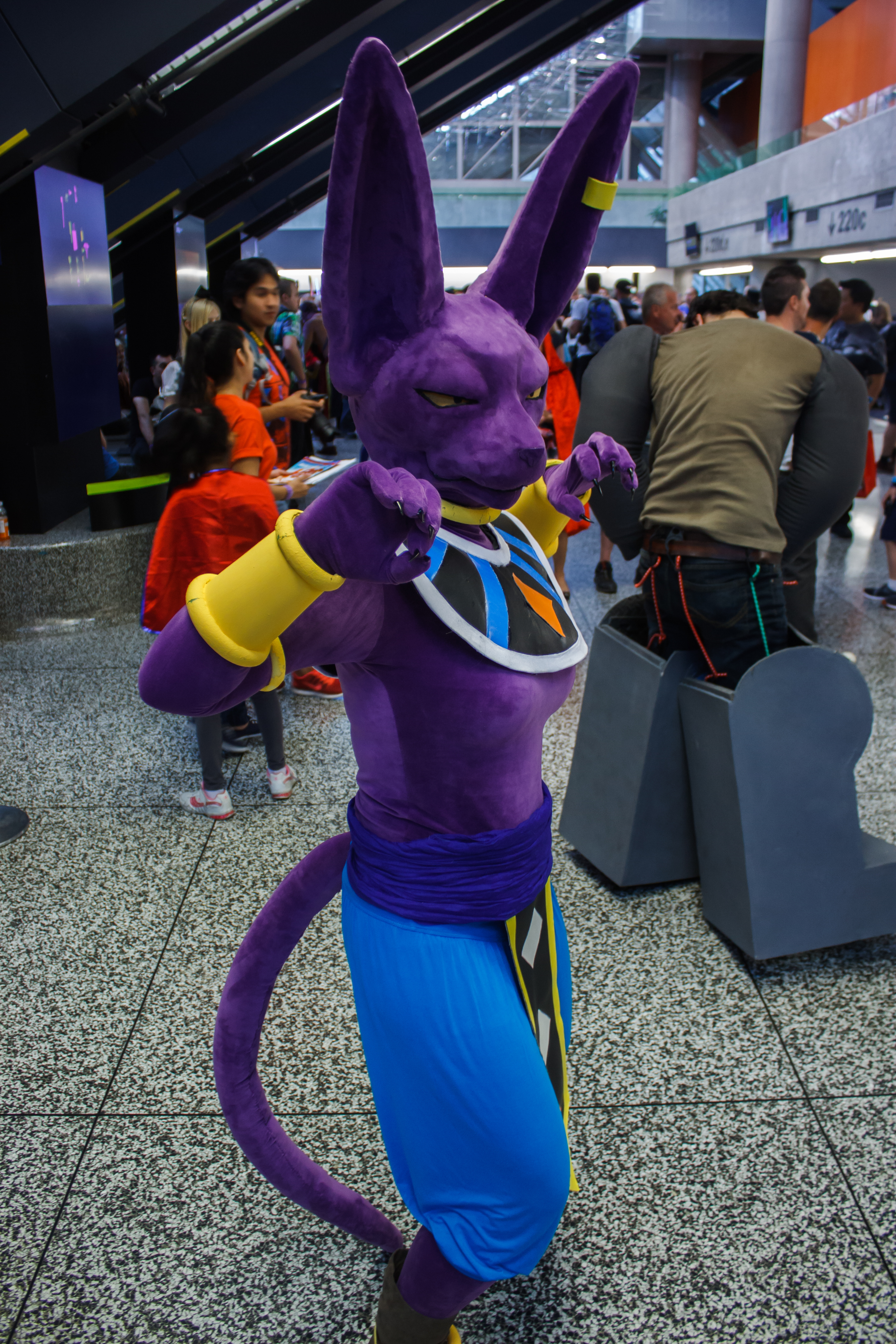
Cosplay de Beerus au Comiccon de Montréal, en 2016.

Il sort d'une très longue sieste après avoir fait un rêve dans lequel il se voit affronter un puissant guerrier sans pour autant savoir de qui il s'agit. Ce rêve fait suite à la prémonition du poisson oracle qui révéla à Beerus peu de temps avant qu'il ne s'endorme qu'il serait amené à combattre un puissant adversaire. À son réveil, Beerus est d'autant plus stupéfait d'apprendre que Freezer a été éliminé par un Super Saiyan et pense que cela ne peut être une coïncidence. Il en conclut donc que Son Goku est ce fameux guerrier qu'il doit affronter. Beerus se rend sur l'étoile du Kaio du nord pour y rencontrer le Saiyan qui s'y entraîne. Beerus s'engage dans un combat amical contre Son Goku, et lui fait mordre la poussière de deux pichenettes malgré le Super Saiyan 3. Beerus se rend sur terre et y retrouve Vegeta qu'il a déjà rencontré alors que le prince des Saiyans n'était qu'un enfant. La rencontre tourne mal malgré les efforts de Vegeta pour que Beerus se sente bien accueilli et traité en invité de marque. Beerus s'engage dans un combat contre Vegeta qui mord également la poussière. Alors qu'il est sur le point de détruire la terre, Beerus est interrompu par Son Goku qui lui annonce qu'il connaît un moyen de faire apparaitre le super Saiyan divin en se servant des Dragon Balls. Beerus peut enfin affronter Son Goku sous sa forme de super Saiyan divin. Beerus sort vainqueur du combat non sans avoir rencontré une très grande résistance de son adversaire. Cependant il ne détruit pas la Terre, et explique qu'il est trop fatigué pour cela, ce qui n'est qu'une excuse puisqu'en réalité il refuse de la détruire pour les mets succulents qu'on peut y trouver.
Il est le plus puissant adversaire de Son Goku, le surpassant à tous les niveaux et lui annonce qu'il serait seulement le deuxième de l'univers à lui tenir tête, une autre personne ayant déjà donné du fil à retordre à Beerus, il lui fait comprendre qu'il s'agit de son maître Whis, le seul être de l'univers capable de lui tenir tête comme chacun des maîtres des dieux de la destruction de chacun des douze univers ; il lui dit dans le but de motiver Goku à s'entraîner pour le tournoi l'opposant à son frère jumeau Champa, dieu de la destruction du sixième univers. D'après son maître Whis, il n'utilisait que 70 % de sa puissance et que d'autres personnes seraient encore plus fortes dans d'autres univers que celui-ci. Sa technique principale se nomme Destruction (破壊, Hakaï) et lui donne la capacité de détruire absolument tout ce qu'il veut, même une âme. Il détruit même un fantôme du Dr Mashirito, personnage du manga Dr Slump, qui fait une brève apparition dans Dragon Ball Super.
Il estime malgré tout que Son Goku et Vegeta pourraient devenir des menaces dans un avenir certain et ce, sans savoir ni pourquoi, ni contre qui.
N'étant pas originaire de la planète Terre, il y partage, avec son maître Whis, une fascination pour la nourriture dont regorge la planète, notamment les desserts locaux tels que les crèmes glacées, les flans, les puddings et les fraises. Malgré tout, il reste tout de même quelqu'un de clément, étant prêt à passer l'éponge pour quiconque fait une bêtise. Bulma est d'ailleurs la première Terrienne à le frapper lorsque ce dernier la traite d'« horrible mégère ».
En tant que dieu de la destruction, il reste neutre dans les conflits de son univers, comme c'est le cas pendant l'affrontement entre Golden Freezer et Son Goku, ne prenant partie ni pour l'un, ni pour l'autre. Lorsque Freezer détruit la Terre, Beerus fait sèchement remarquer à Son Goku que tout ceci est le résultat de son excessive clémence et qu'il aurait dû éliminer Freezer lorsqu'il était à sa merci. Beerus, qui est pourtant intraitable sur les voyages dans le temps, laisse Whis remonter le temps pour que Son Goku puisse réparer son erreur et éliminer le tyran avant qu'il ne détruise la Terre. Beerus est quelque peu troublé de savoir qu'il est en partie responsable du sauvetage de la Terre, alors qu'en théorie, il est plutôt censé la détruire.
Il n'hésite pas à enquêter avec Whis sur les véritables intentions de Zamasu et le détruit après avoir découvert que ce dernier préméditait le meurtre de Gowasu. Bien qu'il soit un dieu, il fait quand même preuve d'un certain respect pour les mortels, comme lorsqu'il félicite Tenshinhan et Tortue Géniale pour leur combativité pendant le Tournoi du Pouvoir. Il est très inquiet à l'idée que Son Goku soit apprécié de Zeno, qui a le pouvoir de détruire des univers entiers, convaincu que l'univers 7 risque d'être anéanti si Son Goku fait une gaffe irréparable qui puisse contrarier Zeno. Il semble avoir un différend avec Quitela, dieu de la destruction de l'univers 4. La rivalité entre les deux personnages est palpable pendant le Tournoi du Pouvoir, les deux dieux n'hésitant pas à se défier à la suite d'un désaccord sur l'utilisation du mafūba par Tortue Géniale.
Alors que les Zeno autorisent l'utilisation des Potalas, Beerus refuse d'avoir recours à la fusion, ne voulant pas perdre deux guerriers à la fois en cas d'éjection de l'arène. Bien qu'il n'en montre aucun signe, Whis remarque qu'il est mal à l'aise à l'idée que l'univers 6 soit effacé, Champa étant son frère. Il est choqué à la vue de Toppo se transformant en dieu de la destruction. Lorsqu'une sphère de destruction divine lancée par Toppo est déviée vers les gradins, il reste impassible, sachant pertinemment qu'ils ne risquent rien, et s'aperçoit que Toppo ne maîtrise pas complétement ce pouvoir propre aux dieux de la destruction, ce qui, d'après lui, constitue le point faible de l'ancien Pride Trooper. Alors que Son Goku est en difficulté face à Jiren malgré l'utilisation de l'Ultra Instinct, Beerus exhorte son équipe à faire silence et à observer le combat ultime qui va décider du sort de leur univers. Beerus est plus que ravi de constater que Son Goku parvient cette fois-ci à maîtriser pleinement l'Ultra Instinct, allant jusqu'à reconnaître que Son Goku est un gars incroyable mais juste après, Son Goku perd sa transformation et se retrouve à la merci de son adversaire. Finalement, il décide de compter sur C-17 et Freezer pour changer la tournure du tournoi.
L'univers 7 sort victorieux du Tournoi du Pouvoir avant la fin du décompte, grâce à la persévérance de Freezer, C-17 et d'un Son Goku totalement épuisé. Pour remercier Freezer de sa coopération avec Son Goku et de son acharnement qui a permis la victoire de son univers face à Jiren, Beerus demande à Whis d'ôter son auréole et de le ramener à la vie.
Alors que les Zeno demandent à Son Goku s'il a une idée en tête pour la suite, Beerus intervient et cloue le bec à son champion pour éviter que celui-ci ne suggère quelque chose qui puisse nuire à son univers.
Beerus réapparaît aux côtés de Whis juste avant que Freezer ne débarque à nouveau sur Terre avec Broly et Paragus. Alors que Whis accompagne Son Goku et Vegeta sur le continent glacé, Beerus refuse de quitter son fauteuil et préfère se prélasser à l'ombre d'un parasol, et se retrouve obligé de garder la fille de Bulma et Vegeta.
Apparence
Pour créer le design de Beerus, Toriyama s'est inspiré de son propre chat, un cornish rex.
À propos du nom
Comme tous les dieux de la destruction, son nom est dérivé d'un alcool. Beerus est le diminutif de beer (bière en anglais).

## C

### Champa
Champa (シャンパ, Shanpa) est le dieu de la destruction de l'univers 6, et le frère jumeau de Beerus avec qui il entretient une forte rivalité. Bien qu'ils soient jumeaux, Champa a un physique grassouillet, à l'inverse de Beerus qui est svelte. Tout comme son frère, il a un faible pour les bons petits plats.
Il apparaît sur la planète de Beerus, où il défie son frère dans un tournoi entre son univers et celui de Beerus dont l'enjeu n'est autre que l'avenir de la Terre. Il aurait aussi réuni six des sept Super Dragon Balls, les boules originales de la taille d'une planète, qu'il compte utiliser pour échanger sa Terre avec celle de Beerus, et s'approprier les délices qui s'y trouvent. Champa perds le tournoi et devient fou de rage envers son équipe. Alors qu'il est sur le point de détruire ses combattants, il est interrompu par Vados qui lui fait remarquer la présence du Roi Zeno.
À la suite de l'accord passé entre Zeno et Son Goku pour organiser un tournoi entre plusieurs univers, Champa renonce à tuer son équipe. A contrecœur, il remet les Super Dragon Balls a Beerus mais y trouvera quand même finalement son compte puisque Beerus formule le souhait que les terriens de l'univers 6 soient ramené à la vie afin que Champa ai lui aussi accès à la nourriture terrienne.
Une fois n'est pas coutume, Champa lance un nouveau défi a son frère. Un match de Base-ball entre leurs deux univers. La rencontre se déroule de façon anarchique et Champa perd de nouveau contre Beerus. Champa recroise la route de son frère au Tournoi du Pouvoir ou il se présente avec la même équipe a laquelle est venu se greffer cinq autres combattants, dont deux Saiyans et deux Nameks.
L'équipe de Champa, bien qu'elle se soit bien défendue, perd le tournoi. Avant d'être effacé par le Roi Zeno, Champa salue son frère une dernière fois en lui faisant une grimace. Après la victoire de l'univers 7 au Tournoi du Pouvoir, Champa et son univers reviennent à la vie grâce au vœu de C-17. Champa est cependant trop fier pour remercier son frère.
À propos du nom
Comme son frère et tous les dieux de la destruction, son nom est dérivé d'un alcool. Champa est le diminutif de champagne.

### Cus
Cus (クス, Kusu) est l'ange de l'univers 10 et le maître en arts martiaux de Rumsshi. Elle est plus petite que les autres anges.
Elle est très joyeuse et très passionnée. Elle sera profondément affectée par l'effacement de son univers à la suite de la défaite de ses sujets. Son univers est ressuscité à la fin du tournoi grâce aux Super Dragon Balls.
Famille
Elle est l'ange la plus âgée de tous. Par conséquent, elle est la grande sœur de tous les anges, et la fille aînée du Grand Prêtre.
À propos du nom
Comme tous les anges, son nom est dérivé d'un alcool. Cus vient d'un alcool vieilli, le cusqueña.
Puissance: En tant que sœur ange la plus âgée, on peut supposer que Cus est plus forte que Whis, ce qui en fait l'ange la plus puissante après le Grand Prêtre, mais cela n'a été mentionné ni dans le Manga, ni dans l'Anime.

## D

### Degesu
Degesu (デゲス, Degesu) est un des principaux antagonistes de la série animé Dragon Ball Daima. C'est un habitant du Royaume des Démons, ainsi que le frère de Shin et Arinsu.

### Dendé
Dendé est le dieu de la terre vivant au sanctuaire au dessus de la tour Karine nomé dieu après la fusion de piccolo avec dieu
Il a régénéré les dragons balls est veille toujours sur la terre en cas de besoin, bien qu'il ne soit pas fort du tout
(Krilin pourrait facilement le battre)
Il a aidé a combattre freezer avant son élection en tant que dieu, en soignant ses amis blessés 
Il est mort puis ressuscité par les dragons balls
Et enfin il ne faut par éviter l'amitié inébranlable qu'il a soudé avec krilin et son gohan

### Dieux de la destruction
Les dieux de la destruction (破 壊 神, Hakaishin) sont les opposés des Kaio Shin (représentant les dieux de la création). Il en existe un par univers, et il y en avait dix-huit à la base. Cependant six d'entre eux sont morts après la destruction de leur univers respectif par le Roi Zeno. Il en reste douze :
- Ivin (イ ワ ン, Iwan?) de l'univers 1
- Xeres (ヘ レ ス, Heresu?) de l'univers 2
- Mosco (モ ス コ, Mosuko?) de l'univers 3
- Quitela (キ テ ラ, Kitera?) de l'univers 4
- Arak (ア ラ ク, Araku?) de l'univers 5
- Champa (シャンパ, Shanpa?) de l'univers 6
- Beerus (ビルス, Birusu?) de l'univers 7
- Liquir (リ キ ュ ー ル, Rikīru?) de l'univers 8
- Sidra (シ ド ラ, Shidora?) de l'univers 9
- Rumsshi (ラ ム ー シ, Ramūshi?) de l'univers 10
- Vermoud (ベ ル モ ッ ト, Berumoddo?) de l'univers 11
- Gin (ジーン, Jīn?) de l'univers 12

Ils peuvent mourir comme le démontre la mort de six d'entre eux détruits par le Roi Zeno, mais ils peuvent aussi mourir si le Kaio Shin dont il partage un lien de vie meurt (comme le démontre Zamasu en tuant Gowasu qui entraîne la disparition de Rumsshi). Cette double mort permet de respecter l’équilibre universel. Cependant, les dieux de la destruction ont pour interdiction de s'affronter, un combat entre deux dieux de la destruction ayant de terrible répercussion sur l'univers dans lequel a lieu l'affrontement. Beerus et Champa dérogeront d'ailleurs à cette règle lors de leur match de base-ball dans l'univers 7, contraignant Whis et Vados à intervenir pour empêcher les deux frères de commettre une erreur irréversible. Les dieux de la destruction sont libres de choisir leur futur successeur et d'enseigner par conséquent le pouvoir de destruction à ce dernier.
À propos des noms
Le nom de chaque dieu de la Destruction ainsi que les anges qui les entraînent est basé sur un jeu de mots avec l'alcool : Vin pour Ivin ; Xérès pour Xeres ; Moscow mule pour Mosco ; Tequila pour Quitela ; Araq pour Arak ; Champagne pour Champa ; Bière pour Beerus ; Liqueur pour Liquir ; Cidre pour Sidra ; Rhum pour Rumsshi ; Vermouth pour Vermoud et Gin pour Gin.

## E

### Roi Enma
Le roi Enma (閻魔大王, Enma Daiō) est, comme Yanluowang dont il est inspiré, le dieu qui juge les âmes défuntes et décide de les envoyer au Paradis ou en Enfer. Il peut aussi décider de laisser son corps à un défunt afin que ce dernier puisse s'entraîner dans le royaume des morts. C'est un géant à la peau entre le rose et le rouge et à la barbe noire. Il porte un costume-cravate et un casque à cornes.
On le voit pour la première fois après la mort de Son Goku (lors du combat contre Raditz). Son Goku est accompagné du Tout-Puissant qui parvient à convaincre le roi Enma de laisser à Son Goku son apparence pour qu'il puisse s'entraîner auprès de maître Kaio avant de ressusciter.
D’après le guide qui accompagne Son Goku au début du chemin du serpent, le roi Enma aurait déjà emprunté ce chemin jusqu’au bout il y a environ cent millions d’années, ce qui représente au minimum son âge.
À propos du nom
Son nom, en japonais, s'écrit comme Yanluowang, le dieu juge des enfers dans la mythologie chinoise.

## G

### Gowasu
Gowasu (ゴワス) est le dieu Kaïo de l'univers 10. Physiquement, il a la peau jaunâtre et ridée, et porte des potalas vertes. Il apparaît pour la première fois dans Dragon Ball Super, lors du retour de Trunks du futur. Lorsqu'ils comprirent que Black utilise un "anneau du temps" pour faire des voyages temporels, Beerus, Whis et Son Goku rendirent visite à Gowasu pour qu'il leur en dise plus sur ces fameux anneaux. Ils constatèrent alors que tous les "anneaux du temps" étaient là et qu'aucun n'avait disparu. Pendant ce temps, Son Goku et Zamasu se combattirent. Zamasu fût amer qu'un simple mortel comme Goku puisse être aussi puissant. Par la suite, l'apprenti de Gowasu étant de plus en plus en colère contre la race humanoïde, il tua son maître et lui vola un des "anneaux du temps" avant d'utiliser les Super Dragon Balls afin d'échanger son corps avec Goku et ainsi devenir Black. Mais heureusement, Whis vit tout ça sur son sceptre et remonta alors le temps pour que Beerus détruise Zamasu. Gowasu accompagna alors Goku, Vegeta et Shin dans le futur de Trunks afin de punir Zamasu (du futur) pour ses actes. Après le combat, il retourna dans son univers.
Gowasu réapparaît plus tard pour participer au Tournoi du Pouvoir. Malheureusement, les dix candidats de son univers ayant été éliminés, il se fait éliminer par le Roi Zeno. Après la victoire de l'univers 7 au tournoi, il est ressuscité à la fin du tournoi grâce aux Super Dragon Balls en même temps que son univers.

### Grand Prêtre
Le Grand Prêtre (大神官, Daishinkan) est un ange qui réside au palais du roi Zeno. Il est son assistant. Il accueille Son Goku, accompagnés de Whis et Shin et les conduits vers le Roi Zeno. Il affirme apprécier particulièrement l'univers 7.
Sa fonction première est de parler au nom du Roi Zeno. De ce fait, sa parole fait loi. Il ordonnera même à Son Goku de faire silence, ce dernier lui ayant coupé la parole.
Par la suite, lors du Tournoi du Plus fort, il explique les règles du tournoi aux différents univers et sera présent en tant qu'arbitre. Il sera assez perplexe à la vue de Son Goku lorsqu'il s'éveillera à l'Ultra Instinct pour la première fois contre le guerrier de l'univers 11, Jiren.
Selon lui, le combat final du Tournoi du Plus fort se jouera entre Son Goku et Jiren.
À la suite de la victoire de l'univers 7 et à l'écoute du vœu énoncé par C-17 le vainqueur du tournoi, le Grand Prêtre annonce qu'en réalité, le Roi Zeno comptait sur la générosité du vainqueur du tournoi, pour ramener tous les univers qu'il devait effacer, à la vie. Il révèle également par la même occasion que si un vœu égoïste avait été formulé, Zeno aurait immédiatement effacé l'univers vainqueur.
Autre apparition
Le Grand Prêtre réapparait brièvement dans Super Dragon Ball Heroes. Il sauve la vie de Son Goku et lui apprend à maitriser l'Ultra Instinct sans en subir les effets nocifs.
Famille
Le Grand Prêtre est en réalité le père de Whis, Vados et tous les anges...
Puissance
C'est le plus puissant de tous les anges, qui sont les maîtres en arts martiaux des dieux de la destruction et donc le plus puissant être de l'univers après le Roi Zeno.

### Gin
Gin (ジーン, Jīn) est le dieu de la destruction de l'univers 12. Il fait son apparition avec son ange et son Kaio Shin lors du match préliminaire entre les univers 7 et 9. Son univers n'est pas concerné par le Tournoi du Pouvoir, mais il assiste quand même à ce dernier.
Apparence
L'apparence de Gin laisse suggérer qu'il appartient a un peuple d'origine aquatique, puisque son apparence évoque celle d'un triton.
À propos du nom
Comme tous les dieux de la destruction, son nom est dérivé d'un alcool, ici le gin.

## I

### Ivin
Ivin (イワン, Iwan), appelé Iwan dans le manga, est le dieu de la destruction de l'univers 1. Il est petit et son visage entièrement velu, si bien qu'on ne peut voir que ses yeux. Son univers n'est pas concerné par le Tournoi du Pouvoir, mais il assiste à ce dernier en tant que spectateur. Lors du face-à-face final entre Jiren et Son Goku, il est très impressionné par le potentiel de Son Goku.
À propos du nom
Comme tous les dieux de la destruction, son nom est dérivé d'un alcool. Son nom japonais et dans le manga, Iwan, est presque une anagramme de "wine" (vin en anglais). Le nom français fait également référence au vin.

## K

### Kai
Kai (カイ, Kai) est le Kaio Shin de l'univers 11 qui partage un lien de vie avec Vermoud, le dieu de la destruction de l'univers 11. C'est un Kaio Shin assez distant et rarement sous pression. Il ne répond pas aux salutations de Shin lorsque ce dernier le salue, montrant son côté prétentieux. Lors du Tournoi du Pouvoir, son univers est le dernier en lice avec l'univers 7.

### Kaio
Les Kaio (界王, Kaiō, litt. « Roi du monde »), également appelés Maîtres Kaio, sont au nombre de quatre, soit un par point cardinal. Ils surveillent chacun une partie formant une galaxie. Les Kaio ne sont là que pour regarder leurs zones de leur galaxie et entraîner les combattants arrivant sur leurs planètes. Chaque Kaio vit sur une minuscule planète située à l'un des quatre points cardinaux du paradis. Les quatre planètes ont une gravité dix fois supérieure à celle de la Terre. Pour atteindre ces planètes, il faut parcourir le chemin du serpent, qui fait environ un million de kilomètres.
Les Kaio portent en permanence des lunettes de soleil (à l'exception de celui de l'Ouest qui porte un monocle), ont des antennes leur permettant de ressentir les événements à distance et portent une tunique avec un emblème propre. Il semblerait qu'ils puissent vivre éternellement mais comme cela a été démontré à plusieurs moments, ils peuvent mourir, si, à l'instar des mortels, ils subissent une attaque fatale.
Représentation hiérarchique
|                   |                   |                   |                   |                   |                   |              |              |                  |                  |                  |                  | Honorable Kaio Shin |                  |             |             |                    |                    |                    |                    |                    |                    |               |               |                      |                      |                      |                      |                      |                      |                 |                 |                 |                 |
|                   |                   |                   |                   |                   |                   |              |              |                  |                  |                  |                  |                     |                  |             |             |                    |                    |                    |                    |                    |                    |               |               |                      |                      |                      |                      |                      |                      |                 |                 |                 |                 |
|                   |                   |                   |                   |                   |                   |              |              |                  |                  |                  |                  |                     |                  |             |             | Vieux Kaio Shin    |                    |                    |                    |                    |                    |               |               |                      |                      |                      |                      |                      |                      |                 |                 |                 |                 |
|                   |                   |                   |                   |                   |                   |              |              |                  |                  |                  |                  |                     |                  |             |             |                    |                    |                    |                    |                    |                    |               |               |                      |                      |                      |                      |                      |                      |                 |                 |                 |                 |
| Kaio Shin du Nord | Kaio Shin du Nord | Kaio Shin du Nord | Kaio Shin du Nord | Kaio Shin du Nord | Kaio Shin du Nord |              |              | Kaio Shin du Sud | Kaio Shin du Sud | Kaio Shin du Sud | Kaio Shin du Sud | Kaio Shin du Sud    | Kaio Shin du Sud |             |             | Kaio Shin de l’Est | Kaio Shin de l’Est | Kaio Shin de l’Est | Kaio Shin de l’Est | Kaio Shin de l’Est | Kaio Shin de l’Est |               |               | Kaio Shin de l’Ouest | Kaio Shin de l’Ouest | Kaio Shin de l’Ouest | Kaio Shin de l’Ouest | Kaio Shin de l’Ouest | Kaio Shin de l’Ouest |                 |                 |                 |                 |
| Kaio Shin du Nord | Kaio Shin du Nord | Kaio Shin du Nord | Kaio Shin du Nord | Kaio Shin du Nord | Kaio Shin du Nord |              |              | Kaio Shin du Sud | Kaio Shin du Sud | Kaio Shin du Sud | Kaio Shin du Sud | Kaio Shin du Sud    | Kaio Shin du Sud |             |             | Kaio Shin de l’Est | Kaio Shin de l’Est | Kaio Shin de l’Est | Kaio Shin de l’Est | Kaio Shin de l’Est | Kaio Shin de l’Est |               |               | Kaio Shin de l’Ouest | Kaio Shin de l’Ouest | Kaio Shin de l’Ouest | Kaio Shin de l’Ouest | Kaio Shin de l’Ouest | Kaio Shin de l’Ouest |                 |                 |                 |                 |
|                   |                   |                   |                   |                   |                   |              |              |                  |                  |                  |                  |                     |                  |             |             |                    |                    |                    |                    |                    |                    |               |               |                      |                      |                      |                      |                      |                      |                 |                 |                 |                 |
|                   |                   |                   |                   |                   |                   |              |              |                  |                  |                  |                  |                     |                  |             |             |                    |                    |                    |                    |                    |                    | Kibito        |               |                      |                      |                      |                      |                      |                      |                 |                 |                 |                 |
|                   |                   |                   |                   |                   |                   |              |              |                  |                  |                  |                  |                     |                  |             |             |                    |                    |                    |                    |                    |                    |               |               |                      |                      |                      |                      |                      |                      |                 |                 |                 |                 |
|                   |                   |                   |                   |                   |                   |              |              |                  |                  |                  |                  |                     |                  |             |             |                    |                    |                    |                    |                    |                    |               |               |                      |                      |                      |                      |                      |                      |                 |                 |                 |                 |
|                   |                   |                   |                   |                   |                   |              |              |                  |                  |                  |                  |                     |                  |             |             | Kaio Suprême       |                    |                    |                    |                    |                    |               |               |                      |                      |                      |                      |                      |                      |                 |                 |                 |                 |
|                   |                   |                   |                   |                   |                   |              |              |                  |                  |                  |                  |                     |                  |             |             |                    |                    |                    |                    |                    |                    |               |               |                      |                      |                      |                      |                      |                      |                 |                 |                 |                 |
|                   |                   |                   |                   | Kaio du Nord      | Kaio du Nord      | Kaio du Nord | Kaio du Nord | Kaio du Nord     | Kaio du Nord     |                  |                  | Kaio du Sud         | Kaio du Sud      | Kaio du Sud | Kaio du Sud | Kaio du Sud        | Kaio du Sud        |                    |                    | Kaio de l’Est      | Kaio de l’Est      | Kaio de l’Est | Kaio de l’Est | Kaio de l’Est        | Kaio de l’Est        |                      |                      | Kaio de l’Ouest      | Kaio de l’Ouest      | Kaio de l’Ouest | Kaio de l’Ouest | Kaio de l’Ouest | Kaio de l’Ouest |
|                   |                   |                   |                   | Kaio du Nord      | Kaio du Nord      | Kaio du Nord | Kaio du Nord | Kaio du Nord     | Kaio du Nord     |                  |                  | Kaio du Sud         | Kaio du Sud      | Kaio du Sud | Kaio du Sud | Kaio du Sud        | Kaio du Sud        |                    |                    | Kaio de l’Est      | Kaio de l’Est      | Kaio de l’Est | Kaio de l’Est | Kaio de l’Est        | Kaio de l’Est        |                      |                      | Kaio de l’Ouest      | Kaio de l’Ouest      | Kaio de l’Ouest | Kaio de l’Ouest | Kaio de l’Ouest | Kaio de l’Ouest |
|                   |                   |                   |                   |                   |                   |              |              |                  |                  |                  |                  |                     |                  |             |             |                    |                    |                    |                    |                    |                    |               |               |                      |                      |                      |                      |                      |                      |                 |                 |                 |                 |
|                   |                   |                   |                   | Terre             |                   |              |              |                  |                  |                  |                  |                     |                  |             |             |                    |                    |                    |                    |                    |                    |               |               |                      |                      |                      |                      |                      |                      |                 |                 |                 |                 |
|                   |                   |                   |                   |                   |                   |              |              |                  |                  |                  |                  |                     |                  |             |             |                    |                    |                    |                    |                    |                    |               |               |                      |                      |                      |                      |                      |                      |                 |                 |                 |                 |
| Tout-Puissant     | Tout-Puissant     | Tout-Puissant     | Tout-Puissant     | Tout-Puissant     | Tout-Puissant     |              |              | Dendé            | Dendé            | Dendé            | Dendé            | Dendé               | Dendé            |             |             |                    |                    |                    |                    |                    |                    |               |               |                      |                      |                      |                      |                      |                      |                 |                 |                 |                 |
| Tout-Puissant     | Tout-Puissant     | Tout-Puissant     | Tout-Puissant     | Tout-Puissant     | Tout-Puissant     |              |              | Dendé            | Dendé            | Dendé            | Dendé            | Dendé               | Dendé            |             |             |                    |                    |                    |                    |                    |                    |               |               |                      |                      |                      |                      |                      |                      |                 |                 |                 |                 |
|                   |                   |                   |                   |                   |                   |              |              |                  |                  |                  |                  |                     |                  |             |             |                    |                    |                    |                    |                    |                    |               |               |                      |                      |                      |                      |                      |                      |                 |                 |                 |                 |
|                   |                   |                   |                   | Maître Karin      |                   |              |              |                  |                  |                  |                  |                     |                  |             |             |                    |                    |                    |                    |                    |                    |               |               |                      |                      |                      |                      |                      |                      |                 |                 |                 |                 |

### Kaio du Nord
Le Kaio du Nord, dit Maître Kaio, est la divinité régissant la galaxie nord du monde de Dragon Ball.
Personnage récurrent du manga, il enseigne notamment à Son Goku les techniques du Kaioken et du Genki Dama.

### Kaio du Sud
Le Kaio du Sud (南の界王, Minami no Kaiō, litt. « Roi du sud du monde ») est relativement grand et a une peau rose.

### Kaio de l'Est
Le Kaio de l'Est (東の界王, Higashi no Kaiō, litt. « Roi de l’est du monde ») est une femme adepte de moto à la peau gris-vert.

### Kaio de l'Ouest
Le Kaio de l'Ouest (西の界王, Nishi no Kaiō, litt. « Roi de l’ouest du monde ») est petit à la peau mauve. C'est le rival du Kaio du Nord.

### Kaio Suprême
Le Kaio Suprême (大界王, Dai Kaiō, litt. « Grand roi du monde ») ou Grand Kaio est le Kaio qui supervise les quatre premiers Kaio. Sa planète est juste au-dessus du paradis. Le Kaio Suprême a une apparence humaine, il est assez grand avec de longs cheveux blancs et une teinte de peau normale. Il apparaît la première fois avec un look très humain : pantalon et veste en jean, lunettes de soleil, radio.

### Kaio Shin
Les Kaio Shin (界王神, Kaiō Shin, litt. « Roi suprême du monde »), également appelés Dieux Kaio, sont les dieux de la création, par opposition avec les dieux de la destruction. Ils sont situés au-dessus des Kaio.
Dans l'univers 7, il y a un Kaio Shin par point cardinal et un Honorable Kaio Shin, à la tête de tous les autres. Ils vivent au Kaioshinkaï. Il y a également Kibito, le serviteur du Kaio Shin de l'Est, et le vieux Kaio Shin plus vieux de quinze générations.
Les Kaio Shin de l'Ouest et du Nord ont été tués en premier par Boo. Le Kaio Shin du Sud l'a ensuite combattu mais celui-ci fut absorbé. Boo est alors devenu plus grand et a obtenu beaucoup plus de masse musculaire. Boo a ensuite combattu le dernier dieu, le Kaio Shin de l'Est, mais celui-ci fut sauvé par l'intervention de l'Honorable Kaio Shin. Celui-ci fut à son tour absorbé et Boo est alors devenu plus rondouillard et jovial, celui qui apparaît la première fois dans le manga et l'anime.
Il semblerait que les Kaio Shin soient immortels, même si le vieux Kaio Shin dit avant de donner sa vie à Son Goku qu'il ne lui reste pas plus de mille ans à vivre, ce qui peut mettre dans le doute. En revanche, ils ne sont pas invincibles, puisqu'ils peuvent être tués
Dans Dragon Ball Super, onze nouveaux Kaio Shin font leur apparition. Ils sont présents lors de l'arc Tournoi du Pouvoir, où ils représentent chacun leurs univers respectifs. Lors de l'arc Futur en péril, Zamasu est un apprenti Kaio Shin de l'univers 10, et fait office d'antagoniste principal.
Liste des Kaio Shin :
- Anato (アナト, Anato?), de l'univers 1, appelé Anat dans le manga
- Peru (ペル, Peru?), de l'univers 2, appelé Per dans le manga
- Eyre (エア, Ea?), de l'univers 3, appelé Ea dans le manga
- Kuru (クル, Kuru?), de l'univers 4, appelé Kur dans le manga
- Oguma (オグマ, Oguma?), de l'univers 5, appelée Ogma dans le manga
- Fuwa (フワ, Fuwa?), de l'univers 6, appelé Hva dans le manga
- Shin (シン, Shin?), de l'univers 7
- Iru (イル, Iru?), de l'univers 8, appelé Ilu dans le manga
- Ro (ロウ, Rō?), de l'univers 9, appelé Loh dans le manga
- Gowasu (ゴワス, Gowasu?), de l'univers 10
- Kai (カイ, Kai?), de l'univers 11, appelé Cae dans le manga
- Agu (アグ, Agu?), de l'univers 12, appelé Ag dans le manga

À propos des noms
Beaucoup de Kaio Shin ont un nom dérivé d'une divinité ou d'un lieu divin : Anat pour Anato, Péroun pour Peru, Ea pour Eyre, Kur pour Kuru, Ogmios pour Oguma, Humbaba pour Fuwa et Agni pour Agu.

### Kaio Shin du Nord
Le Kaio Shin du Nord (北の界王神, Kita no Kaiō Shin, litt. « Roi suprême du nord du monde ») passe son temps à pêcher, né il y a environ 15 000 000 d'années, tué par Boo il y a 5 000 000 d'années.

### Kaio Shin du Sud
Le Kaio Shin du Sud (南の界王神, Minami no Kaiō Shin, litt. « Roi suprême du sud du monde »), né il y a environ 12 000 000 d'années, est plutôt grand et paraît être le plus fort au combat. A combattu aux cote Dai Kaio Shin contre Moro, il y a 10 000 000 d'années. Tué par Boo il y a 5 000 000 d'années.

### Kaio Shin de l'Ouest
Le Kaio Shin de l’Ouest (西の界王神, Nishi no Kaiō Shin, litt. « Roi suprême de l’ouest du monde ») est la seule femme parmi tous, née il y a environ 8 000 000 d'années, tuée par Boo il y a 5 000 000 d'années.

### Honorable Kaio Shin
L'Honorable Kaio Shin (大界王神, Dai Kaiō Shin, litt. « Grand roi suprême du monde ») est le dieu des quatre Kaio Shin. Né il y a environ 101 000 000 d'années. Il est rondouillard, mangeur et plutôt jovial. Après avoir été absorbé par Boo, c'est son physique et son caractère qui ont pris le dessus sur Boo pour lui donner une forme semblable.

### Vieux Kaio Shin
Le vieux Kaio Shin (15代前の界王神（老界王神, Jūgo-dai mae no Kaiōshin (Rō Kaiōshin)), il est également appelé le " Grand Seigneur Kaioshin " (大界王神 様 Dai Kaiōshin Sama , "Grand Dieu des Rois des Mondes"), doublé par Reizu Nomoto (DBZ) et Ryōichi Tanaka (depuis DBZ Kai) en japonais et par Pierre Trabaud (DBZ) puis Gilbert Levy (depuis DBZ Kai) en français, né il y a environ 100 000 000 d'années, est le doyen des dieux Kaios. Un jour, il utilise les potalas, des boucles d'oreilles qui permettent de fusionner. Alors qu'il est un jeune et beau Kaio, il fusionne avec une vieille sorcière. En contrepartie de son physique et sa jeunesse, il a acquis les pouvoirs de la sorcière. Il est ensuite enfermé dans une épée magique par le dieu de la destruction Beerus.
Il est délivré 75 000 000 d'années plus tard par Son Gohan. Gohan croyait l'épée Z-Sword incassable. Alors qu'il essaie de casser un cube de l'autre monde en Katchin, formé par Kaio Shin pour tester sa puissance, Son Gohan la brise et libère le vieux Kaio Shin. Ce dernier, pour remercier Son Gohan de l'avoir délivré, lui promet d'augmenter radicalement sa puissance pour battre Boo. Le doyen mène à bien ce projet malgré les doutes des Saiyans.
Il explique aussi le pouvoir des potalas, les boucles d'oreille des Kaio qui permettent une fusion plus puissante que la fusion par la danse que Son Goku a apprise des Metamols.
Il échange ensuite ce qui lui reste de vie contre celle de Son Goku, permettant à ce dernier de revenir à la vie. Seule conséquence de cet acte : une auréole apparaît au-dessus de la tête. Il est néanmoins ressuscité par les Nameks via un des vœux formulés à Polunga.
Dans Dragon Ball Super, le doyen révèle à Kibitoshin que c'est Beerus qui l'a enfermé dans l'épée Z-Sword.
Quelques années plus tard, le doyen sauve Son Goku de Baby et fait repousser sa queue afin de lui permettre de devenir Super Saiyan 4. Il réprimande Son Goku et Bulma, après que les Dragon Balls ont été trop utilisées, libérant les dragons maléfiques.
Personnalité
Comme Kamé Sennin, il est très attiré par les jolies jeunes filles.

### Kibito
Kibito (キビト), doublé par Pierre Trabaud (DBZ) et Marc Bretonnière (depuis DBZ Kai) en français, tué en 774 par Dabra, est le serviteur de Kaio Shin.
Il apparaît la première fois en compagnie de Kaio Shin en tant que participant au 25e Tenkaichi Budokai. Une fois les éliminatoires passées, il doit combattre contre Son Gohan mais lui demande de se transformer en Super Saiyan pour, en premier, voir si sa puissance est suffisante contre le monstre Boo et, en second, que sa puissance soit détectée par Yam et Spopovitch afin qu'ils la lui volent. Sa transformation dévoile également à Erasa et Shapner que le combattant aux cheveux dorés n'était autre que Son Gohan.
Une fois la puissance de Son Gohan volée par les deux Majins, ceux-ci s'envolent vers le repaire de Babidi pour la lui rapporter. Entre-temps, Kibito soigne Son Gohan et lui restaure son énergie comme l'avait promis Kaio Shin à ses amis.
Pendant que Kaio Shin, Son Goku, Son Gohan, Vegeta, Piccolo et Krilin suivent les deux Majins vers le repaire de Babidi, Son Gohan récupère ses forces et décide de suivre Kibito pour rattraper le premier groupe. Il est accompagné de Videl mais abandonne en cours de chemin, son expérience pour voler étant encore trop faible.
Une fois le groupe complet arrivé sur place et caché dans les montagnes, ils observent ainsi les deux Majins donner l'énergie volée à Babidi avant que Spopovitch ne se fasse tuer par explosion par la magie de Babidi et que Yam ne se fasse tuer par Puipui.
Babidi, ayant repéré le groupe caché dans la montagne sans que ceux-ci ne s'en aperçoivent, décide de les attirer à l'intérieur de son vaisseau afin de drainer leur énergie, vitale à la résurrection de Boo. Dabra décide alors d'éliminer ceux dont l'énergie n'est que très faible, à savoir Kibito en premier, en lui envoyant une boule d'énergie à quelques centimètres de sa tête avant qu'il n'explose, puis Krilin suivi de Piccolo en les changeant en statues de pierre.
Mais par la suite, Kibito est ressuscité grâce aux Dragon Balls.
Techniques
Comme Dendé, il est capable de soigner les blessures les plus graves par simple apposition des mains. C'est grâce à ce pouvoir qu'il pourra sauver Son Gohan et son maître, premières victimes de Boo.
Sa seconde spécialité est de pouvoir pratiquer la téléportation entre le Kaioshinkaï et n'importe quelle planète de l'univers, alors que la capacité de téléportation de Son Goku, plus réduite, ne peut s'effectuer que si celui-ci parvient à sentir l'aura d'une personne connue.

### Kibitoshin
Kibitoshin (キビト神, Kibitoshin) ou Shibito dans la version française de l'anime, doublé par Yūji Mitsuya (DBZ et DBZ Kai) et Shinichiro Ohta (DBGT et DBS) en japonais et par Brigitte Lecordier (DBZ), Vincent Barazzoni (DBGT) et Vincent de Bouard (depuis DBZ Kai) en français, né en 774, est la fusion de Kaio Shin et de Kibito.
Kibitoshin est apparu lorsque le vieux Kaio Shin a expliqué l'utilisation des potalas à Kaio Shin et Kibito, qui ont chacun retiré une de leurs boucles d'oreille, ce qui a provoqué leur fusion. Ce qu'ils ne savaient pas, c'est que cette fusion était permanente. Kibitoshin possède une grande puissance même si elle est loin d'égaler celles de Super Boo, Son Goku ou Vegeta sous leur forme de Super Saiyan 2, 3 et 4. Kibitoshin n'a pas fait grand-chose dans la série à part utiliser sa technique de téléportation pour amener ses alliés en lieu sûr et ainsi les sauver d'une situation dangereuse. Kibitoshin n'est rien d'autre qu'une forme amélioré de Kaio Shin, en effet c'est lui qui contrôle Kibitoshin, Kibito n'est pas omniprésent sous cette forme. Les cheveux, la taille et la couleur de sa tenue tiennent de Kibito. La voix, le visage et le raisonnement tiennent de Kaio Shin.
Dragon Ball Z
Au tout début, Kibitoshin resta aux côtés du vieux Kaio Shin pendant que Son Goku et Vegeta affrontaient Boo. Quand Boo se prépara à anéantir la Terre avec son attaque, Son Goku et Vegeta n'avaient aucun moyen pour s'enfuir, Kibitoshin se téléporta alors à côté d'eux et les amena au Kaioshinkaï. Ensuite, il téléporta le vieux Kaio Shin et Dendé (qui avaient été téléportés eux aussi sur le Kaioshinkaï grâce à Son Goku) sur une planète très loin du Kaioshinkaï. Peu après, Kibitoshin utilisa ses pouvoirs pour se téléporter sur Namek et ensuite pour renforcer le Genki Dama de Son Goku.
Dragon Ball Super
Dans Dragon Ball Super, Kibitoshin réunit les Super Dragon Balls et fait le souhait de se rompre leur fusion et redeviennent Shin et Kibito. Par la suite, ils assistent tous deux au tournoi entre l'univers 6 et 7.
Dragon Ball GT
Dans la saga de Baby, Kibitoshin se téléporta sur Terre pour détruire l'ensorcellement de Baby en utilisant la jarre de Kaio Shin, ce qui permit à tous les habitants de la planète de redevenir normaux.

## L

### Liquir
Liquir (リキール, Rikīru) est le dieu de la destruction de l'univers 8. Son univers n'est pas concerné par le Tournoi du Pouvoir, mais il assistera à celui-ci.
À propos du nom
Comme tous les dieux de la destruction, son nom est dérivé d'un alcool. Liquir vient de la liqueur.

## M

### Mosco
Mosco (モスコ, Mosuko), orthographié Moscow dans le manga, est le dieu de la destruction de l'univers 3, au corps totalement robotique. La vérité le concernant est dévoilée juste avant que son univers ne soit effacé par les Zeno. Le robot Mosco ne sert en réalité que de moyen de transport au véritable dieu de la destruction, Mule (ミュール, Myūru), qui a l'apparence d'un petit diable. Après la victoire de l'univers 7 au tournoi, il est ressuscité à la fin du tournoi grâce aux Super Dragon Balls en même temps que son univers.
À propos du nom
Comme tous les dieux de la destruction, les noms de Mosco et de Mule viennent d'un alcool, ici le Moscow mule. La relation entre Mosco et Mule est une référence au Deus ex machina (littéralement "le Dieu sorti de la machine"). Dans l'anime, la version française et les sous-titres appellent parfois Mosco par un autre nom, Musca, qui dérivé d'un autre alcool, le muscat.

## Q

### Quitela
Quitela (キテラ, Kitera) est le dieu de la destruction de l'univers 4. Il a l'apparence d'une souris jaune. Son équipe de combattant perd le Tournoi du Pouvoir. Conscient qu'il va être effacé, celui-ci va se mettre à paniquer et va proférer une menace à l'égard des derniers univers restants juste avant que les rois Zeno n'effacent son univers. Après la victoire de l'univers 7, il est ressuscité à la fin du tournoi grâce aux Super Dragon Balls en même temps que son univers.
À propos du nom
Comme tous les dieux de la destruction, son nom est dérivé d'un alcool. Quitela vient de la tequila.

## R

### Rumsshi
Rumsshi (ラムーシ, Ramūshi), appelé Rhumush dans le manga, est le dieu de la destruction de l'univers 10. Son équipe de combattant perd le Tournoi du Pouvoir. Il est donc effacé de la réalité. Après la victoire de l'univers 7 au tournoi, il est ressuscité à la fin du tournoi grâce aux Super Dragon Balls en même temps que son univers.
Apparence
Il a l'apparence d'un éléphant rose humanoïde.
À propos du nom
Comme tous les dieux de la destruction, son nom est dérivé d'un alcool. Rumsshi vient de "rum" (rhum en anglais). Cela explique également son apparence, qui fait référence aux éléphants roses.

## S

### Sidra
Sidra (シ ド ラ, Shidora) est le dieu de la destruction de l'univers 9. Avec l'univers 7, son univers est l'un des plus faibles. Son univers doit affronter l'univers de Beerus dans un tournoi d'ouverture en vue de la Battle royale, tournoi qu'il perd malgré les efforts de Basil, Lavender et Bergamo.
Il a énormément de mal à trouver des guerriers pour le Tournoi du Pouvoir, mais il parvient quand même à former une équipe composée de combattants de type « animal ». Il fomente une tentative d'assassinat sur Son Goku en envoyant un groupe d'assassin dans l'univers 7. Cette tentative est mise aussitôt en échec par Freezer qui élimine les assassins sans pitié.
Son univers est le premier à être effacé à la suite de sa défaite au tournoi. Lui et son équipe reviennent à la vie à la suite du vœu de C-17 de ramener tous les univers effacés à la vie.
À propos du nom
Comme tous les dieux de la destruction, son nom est dérivé d'un alcool. "Sidra" est le nom espagnol du cidre.

## V

### Vados
Vados (ヴァドス, Vadosu) est le maître de Champa et la grande sœur de Whis. Elle se dit plus puissante que son frère car elle l'a entraîné. Dans Dragon Ball Super, c'est elle qui s'occupe de créer l'arène pour le tournoi opposant l'univers 6 à l'univers 7. Elle-même appartient à l'univers 6.
À propos du nom
Comme son frère et tous les anges, son nom est dérivé d'un alcool. Vados est le diminutif de calvados.

### Vermoud
Vermoud (ベルモッド, Berumoddo), orthographié Vermoudh dans le manga, est le dieu de la destruction de l'univers 11. Son univers participe au Tournoi du Pouvoir. Son équipe de combattant est composé des membres des Pride Troopers. Il a l'apparence d'un clown. Il semble très confiant dans la mesure où Jiren est le guerrier le plus puissant de son univers participant au tournoi. Cependant, sa confiance est ébranlée et se transforme plus en panique lorsque Son Goku éveille pour la première fois l'Ultra Instinct, permettant au Saiyan de rivaliser avec son champion.
Bien qu'il soit un dieu de la destruction, il est moins puissant que Jiren. Lorsque Toppo se transforme en dieu de la destruction, Vermoud annonce que le Pride Trooper est en réalité son futur successeur. Alors que son champion est sur le point de remporter la victoire face à Son Goku, il est sidéré par le Saiyan qui déploie une fois de plus l'Ultra Instinct. Toujours persuadé que son champion va l'emporter, Vermoud est contré verbalement par Vegeta qui lui fait remarquer que de tous les participants, seuls les Saiyans ont dépassé leur limites et que son champion a encore du souci à se faire face à Son Goku.
Son univers est le dernier à perdre le tournoi, laissant la victoire à l'univers 7, et à se faire effacer mais le souhait de C-17 le ramène à la vie.
À propos du nom
Comme tous les dieux de la destruction, son nom est dérivé d'un alcool. Vermoud vient du vermouth, un vin aromatisé.

## W

### Whis
Whis (ウイス, Uisu) est le maître en art martiaux de Beerus, mais il est son serviteur. Whis est en réalité un ange (tenshi) au service du dieu de la destruction et il ne peut se démettre de ses fonctions que si ce dernier venait à disparaître et reprend ses fonctions à l'arrivée d'un nouveau dieu de la destruction. Il apparaît pour la première fois dans le film Dragon Ball Z: Battle of Gods, puis dans le film Dragon Ball Z : La Résurrection de ‘F’ et enfin dans la nouvelle série télévisée Dragon Ball Super sortie en juillet 2015.

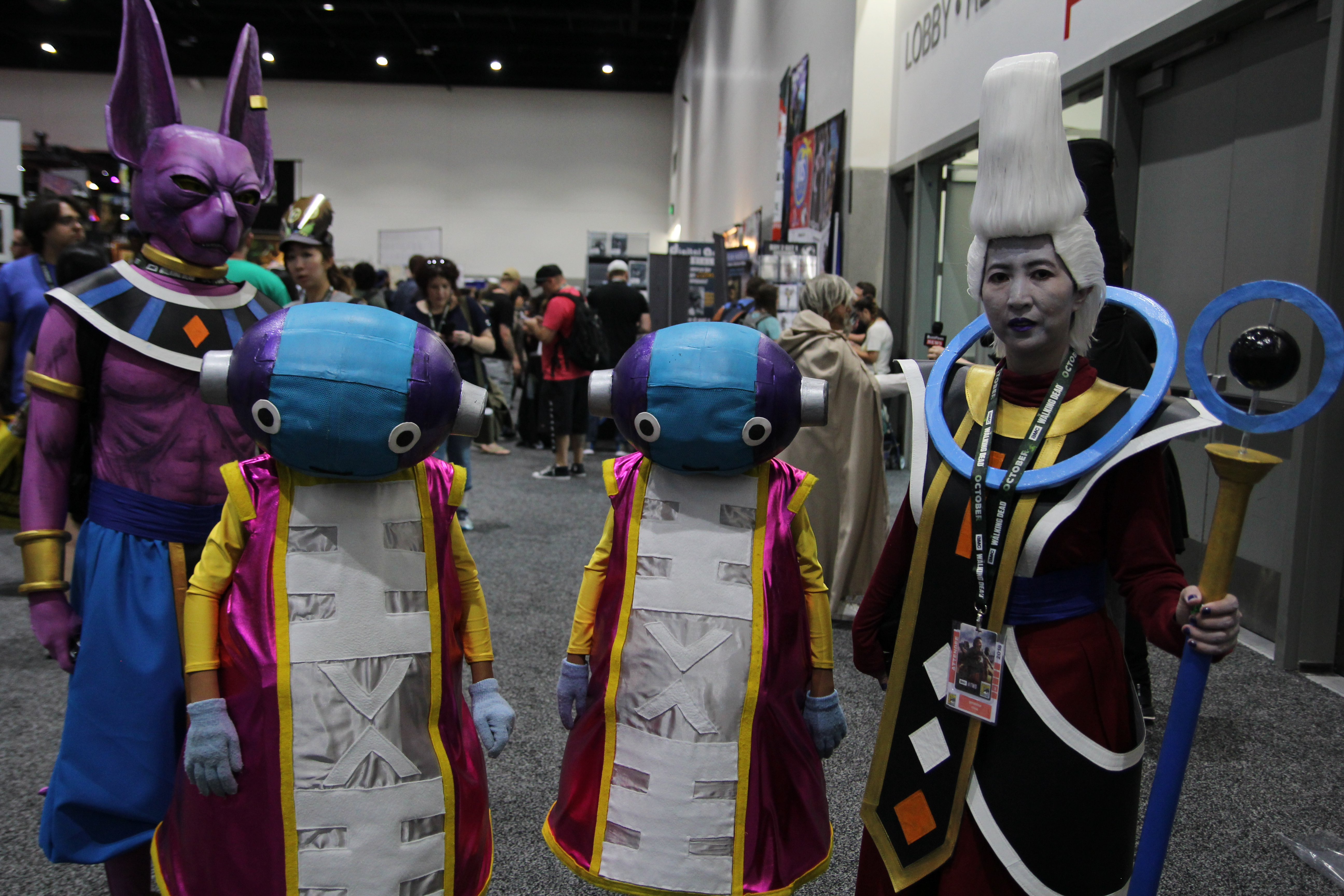
Cosplay de Whis (à droite) à la San Diego Comic-Con 2018, en Californie.

Il a une sœur, Vados, qui est au service de Champa (dieu de la destruction de l'univers 6). Son père n'est autre que le Grand Prêtre qui est au service du Roi Zeno.
Tout comme Beerus, il raffole de la cuisine terrienne. Il accompagne Beerus sur Terre afin de rencontrer le Super Saiyan Divin qui avait affronté Beerus dans un rêve prémonitoire. Le combat entre Beerus et Son Goku terminé, il emmène ce dernier et Vegeta sur leur planète afin de les entraîner. Il profite de cette occasion pour révéler aux deux Saiyans leurs points faibles respectifs et donne une leçon d'humilité a Son Goku qui se moque de Vegeta. Il aborde dans le même temps le sujet de l'Ultra Instinct de façon assez évasive.
Plus tard, lorsque Freezer est ressuscité et qu'il détruit la Terre, Whis permet à Son Goku de remonter le temps et de tuer Freezer. Whis agissant de manière à être récompensé par un festin à la suite de ce coup de pouce.
Il est d'un naturel un peu mystérieux, mais peut parfois avoir un comportement excentrique. Il jubile lorsque Son Goku découvre l'Ultra Instinct, au contraire de Beerus qui lui est choqué.
À la suite de la victoire de l'univers 7 au Tournoi du Pouvoir, Whis ramène Freezer à la vie quand ce dernier participe au tournoi en combattant pour l'univers 7 sous son corps d'esprit.
Lors de l'arrivée de Freezer sur Terre avec Broly et Paragus, Whis, qui tient à assister au combat, est attaqué par Broly. Mais Whis est bien trop puissant même pour Broly, il se contente simplement d'éviter toutes les attaques du Saiyan.
À propos du nom
Comme tous les anges, son nom est dérivé d'un alcool. Whis est le diminutif de whisky

## X

### Xeres
Xeres (ヘレス, Heresu), appelée Jerez dans le manga, également connue sous le nom de Helles, est la déesse de la destruction de l'univers 2. Elle est choquée par la cruauté de Freezer qui a mis violemment à mal Jimize. Son équipe de combattant perd le Tournoi du Pouvoir et son univers est par conséquent effacé par Zeno. L'univers 2, qui est sur le point d'être effacé, est le seul univers à faire preuve d'enthousiasme jusqu'à la dernière seconde et ce malgré leur sort imminent à la suite de leur défaite. Xeres et son univers reviennent à la vie à la fin du tournoi grâce au vœu de C-17 de ramener à la vie tous les univers effacés.
Apparence et personnalité
Elle a une apparence humaine et elle a le look d'une reine d'Egypte. Elle aime faire preuve de créativité et son univers est composé de combattants qui défendent tous leur idéologie sur l'amour.
À propos du nom
Comme tous les dieux de la destruction, son nom est dérivé d'un alcool, ici le xérès. Le nom espagnol de cet alcool est "jerez", d'où son nom dans le manga. L'autre nom du personnage, Helles, est dérivé d'un autre alcool, la helles.

## Z

### Zamasu
Zamasu (ザマス) est un apprenti du Kaio Shin de l'univers 10, et se pose des questions sur le véritable sens de la justice et rêvant d'un monde où les humains n'existent plus. Il fait office d'ennemi principal dans l'arc de Black Goku, son lui du futur de Trunks a utilisé les Super Dragon Balls pour devenir immortel. Le fait que lui et Black sont en vérité la même personne font d'eux des ennemis dangereux car parfaitement coordonnés. Il s'accorde lui-même le titre de Dieu tout puissant.
Zamasu du présent

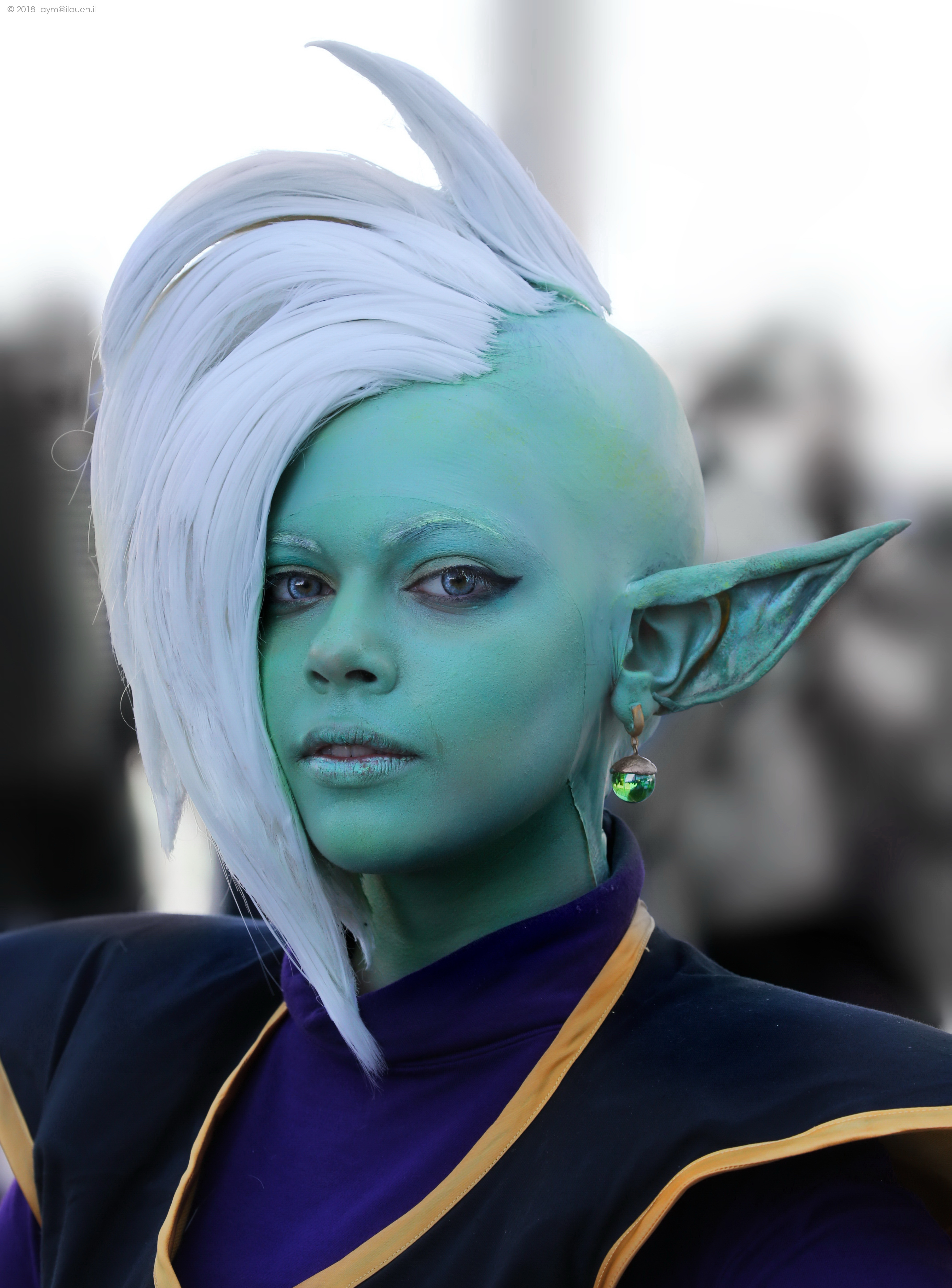
Cosplay de Zamasu au Romics 2018, en Italie.

Lors d'une visite de Beerus, Whis et Son Goku, ce dernier ne peut s'empêcher de vouloir se mesurer à Zamasu. Son Goku finit par gagner le combat. Plus tard, Zamasu assiste à une rediffusion du tournoi entre les univers 6 et 7. Il découvre alors que Son Goku maitrise le pouvoir des dieux, ce qui le répugne. Il apprend ensuite l'existence des Super Dragon Balls. Son objectif est alors d'utiliser ces derniers afin d'échanger son corps avec Son Goku, et pour finir tuer Gowasu, son maître. Mais Beerus, Whis et Son Goku, qui ont compris les intentions de Zamasu, arrivent alors pour sauver Gowasu. Son Goku lui révèle qu'il l'a affronté dans le futur qu'il a entièrement dévasté. En entendant les paroles de Son Goku, Zamasu part du principe qu'il a donc mené son projet à bien et que par conséquent, il ne peut être tué dans le présent. Il attaque Son Goku qui s'apprête à l'affronter mais Beerus s'interpose et le détruit.
Zamasu du futur

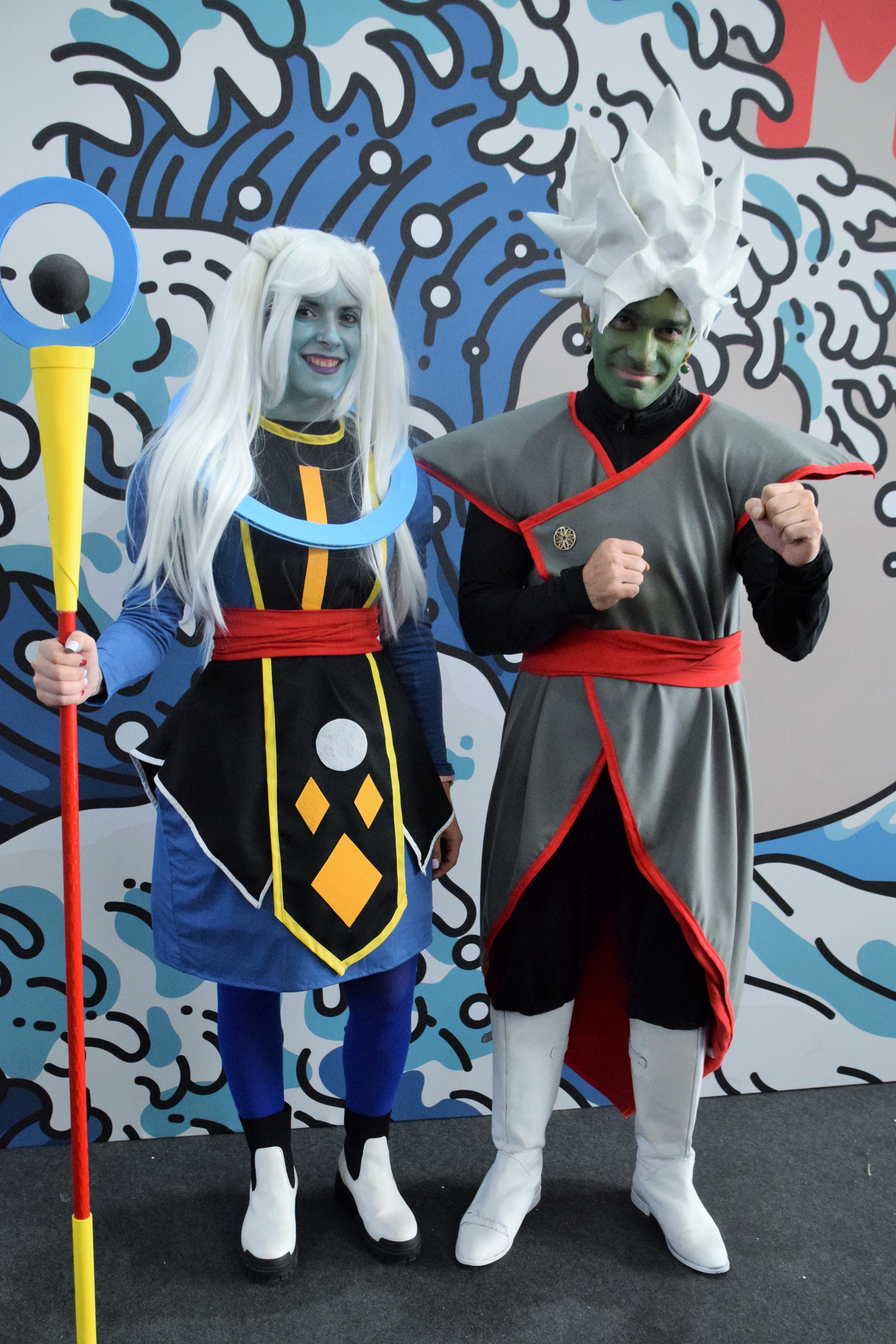
Cosplay de Zamasu fusionné (à droite) à la 28e édition de la Manga Barcelona, en 2022.

Dans le futur de Trunks, Black Goku (qui est en réalité Zamasu du passé qui a fait le vœu d’échanger son corps avec Son Goku), arrive dans le futur, et tue Gowasu devant les yeux de Zamasu. Black lui explique alors toute la situation, et tous deux réunissent les Super Dragon Balls. Zamasu du futur demande à Super Shenron de devenir immortel. Par la suite, il combattra Son Goku, Vegeta et Trunks, avec l'aide de Black. Les héros commencèrent peu à peu à mener le combat, et Zamasu et Black décidèrent de fusionner grâce aux Potalas, ce qui leur permet de reprendre le dessus. Mais leur fusion se désagrège petit-à-petit à cause du corps de Black et il se retrouve incapable de bien manipuler son ki. Il combat ensuite Vegetto, la fusion de Son Goku et Vegeta par les potalas et fait presque jeu égal avec lui mais au moment où le Saiyan voulut lui envoyer le coup de grâce, leur fusion s'estompe.
Trunks repart à nouveau au combat et sauve in-extremis Son Goku et Vegeta, tous les encouragements des habitants de la Terre suffisent à lui transmettre de leur énergie pour que le Saiyan la focalise dans son épée, ce qui lui permet d'achever Zamasu. Mais ce dernier dont le corps est détruit, n'est pas encore mort, et enveloppe ainsi l'univers entier de sa présence, détruisant tout sur son passage. Son Goku a alors l'idée de demander de l'aide au roi Zeno, et ce dernier décide alors de détruire l'univers tout entier, ce qui mit définitivement fin à l'existence de Zamasu.
Autre apparition
Zamasu réapparait dans Super Dragon Ball Heroes, où il se confronte à Jiren de l'univers 11, qui se révèle bien plus fort que lui.

### Roi Zeno
Le Roi Zeno (全王, Zen-ō, littéralement « Roi de tous ») appelé Zeno doublé par Satomi Kōrogi en japonais et par Brigitte Lecordier en français, est le dieu suprême, il domine tous les univers et supervise les Kaio, les dieux Kaio, les dieux de destruction et les anges. Il est celui qui a le droit de vie ou de mort sur les douze univers qui composent le monde entier, ce qui ne manque pas de frustrer Freezer au passage. Il est craint de tous, par son pouvoir extraordinaire et omnipotent. Malgré tout, il a un caractère très enfantin et très joyeux. Il est un personnage assez impartial qui peut arborer à certains moments un regard froid et vide d'expression lorsque quelque chose lui déplaît, ce qui ne manque pas de refroidir immédiatement ses interlocuteurs.

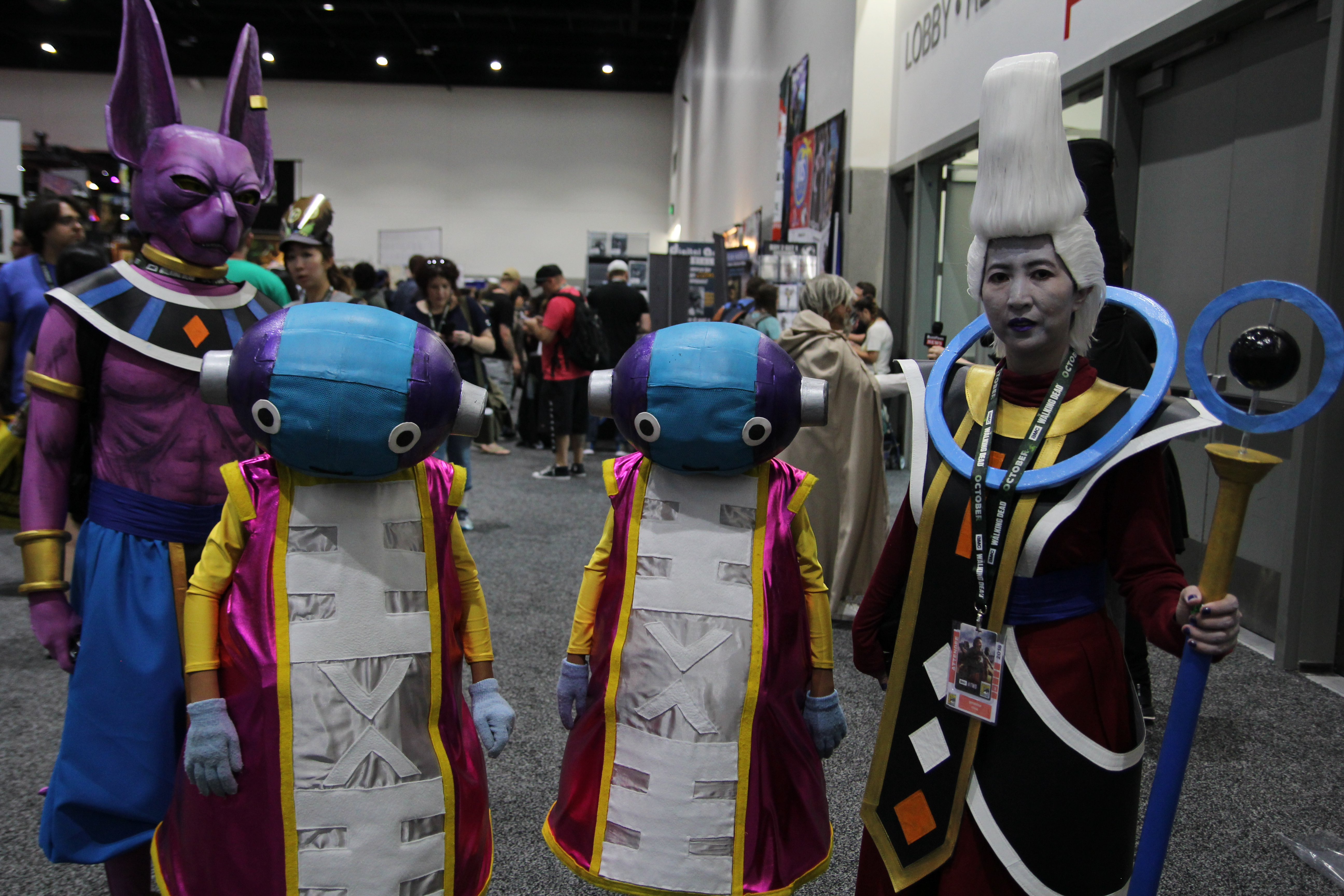
Cosplays du Roi Zeno (au milieu) à la San Diego Comic-Con 2018.

Il n'a visiblement aucune connaissance en matière d'arts martiaux, d'où le match d'ouverture qu'il organisa entre les univers 7 et 9 afin d'avoir un aperçu de ce qui l'attendait au Tournoi du Plus fort. Il est constamment accompagné de deux gardes du corps qui le suivent dans tous ses déplacements. Son Goku est l'un des rares mortels à être dans les bonnes grâces de Zeno. Il lui remettra d'ailleurs un dispositif d'appel pour l'invoquer en tout lieu et à tout moment. C'est grâce à ce dispositif que le Zeno du futur sera invoqué par Son Goku afin qu'il détruise Black Goku et Zamasu, et de se lier d'amitié avec son alter-ego du présent.
Pendant le Tournoi du Plus fort, avec son alter-ego du futur, ils couperont court au désaccord qui a lieu entre Quitela et Beerus pour l'utilisation du mafūba et c'est eux-mêmes qui éliminent Frost après que ce dernier ait enfreint les règles du tournoi. Impressionnés par le pouvoir des boucles potalas, ils autoriseront les différents univers participants au Tournoi du Pouvoir, d'utiliser la fusion. À la fin du tournoi, l'univers 7 sort victorieux, et il fait ses brefs adieux à Son Goku espérant le revoir un jour. Le Roi Zeno fait 86 cm

### Zuno
Zuno (ズノー, Zunō, littéralement « Cerveau ») est un personnage apparaissant dans Dragon Ball Super. Il vit sur une planète lointaine et il sait tout. Zuno a réponse à n'importe quelle question. C'est lui qui explique à Jaco et Bulma l'origine des Super Dragon Balls. Il se fait malmener par Zamasu, ce dernier voulant obtenir des informations et refusant d'attendre pour les obtenir.